# Clara Meyer
Clara Meyer, auch Klara Meyer, (* 7. Oktober 1848 in Leipzig; † 24. Juli 1922 in Berlin) war eine deutsche Theaterschauspielerin.

Die Schauspielerin Clara Meyer

## Leben
Meyer, die Tochter eines Fabrikbesitzers, besuchte die Düsseldorfer Ballettschule und trat ab 1867 in Düsseldorf auf der Bühne auf. 1867 wurde sie in Dessau engagiert und war 1871 bis 1891 und von 1909 bis 1912 tragische Liebhaberin am Königlichen Schauspielhaus in Berlin.
Sie erscheint mehrfach in den Theaterkritiken Theodor Fontanes.
Ihre Geschwister Hedwig Meyer und Adolf Meyer wurden ebenfalls Theaterschauspieler.